# Babylon A.D.
Babylon A.D. (bra: Missão Babilônia; prt: Babylon A.D.) é um filme franco-estadunidense de 2008, dos gêneros ação, aventura, suspense e ficção científica, dirigido por Mathieu Kassovitz, baseado no romance Babylon Babies, de Maurice Georges Dantec.

## Elenco
- Vin Diesel como Hugo Toorop
- Michelle Yeoh como Irmã Rebeka
- Mélanie Thierry como Aurora
- Gérard Depardieu como Gorsky
- Charlotte Rampling como alta-sacerdotisa Noelita
- Mark Strong como Finn
- Lambert Wilson como Dr. Arthur Darquandier
- David Belle como Hacker Kid
- Jérôme Le Banner como Killa